# 素晴らしき哉、人生!

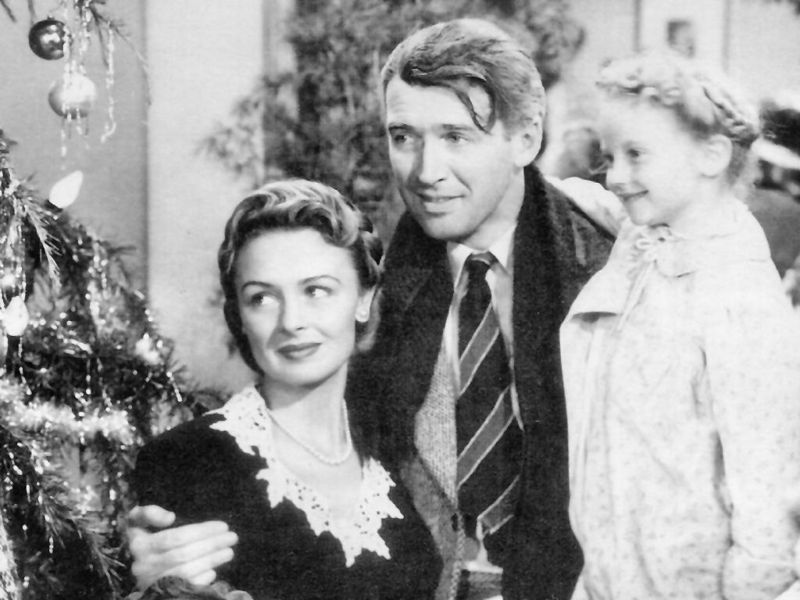
左からドナ・リード、 ジェームズ・ステュアート、キャロライン・グリムス

『素晴らしき哉、人生!』（すばらしきかな、じんせい!、原題：It's a Wonderful Life）は、1946年のアメリカ合衆国のファンタジードラマ映画。監督はフランク・キャプラ、出演はジェームズ・ステュアートとドナ・リードなど。

## 作品情報
フランク・キャプラ、ウィリアム・ワイラー、ジョージ・スティーブンスの3人が協力して設立したリバティ・ピクチャーズの第1号作品。
アメリカ映画協会（AFI）が選ぶ「感動の映画ベスト100」では1位に、同協会の「アメリカ映画ベスト100」では11位にランクインしている。
2003年のAFI選定「ヒーローと悪役ベスト100」ではジョージ・ベイリーがヒーローの9位に、ポッターが悪役の6位にランクイン。
2008年のAFI選定「10ジャンルのトップ10」ではファンタジー部門3位にランクイン。
2014年のアメリカの大手映画批評サイトRotten Tomatoesが発表した「2014年版クリスマス映画ベスト25」には第1位にランクイン。
これまでのキャプラ映画の集大成として1946年に公開するも、当時は興行的には惨敗。
1946年(第19回)のアカデミー賞では作品賞を含めた5部門にノミネートされるも、『我等の生涯の最良の年』や『ヘンリィ五世』の台頭により無冠に終わった。
アメリカでは不朽の名作として毎年末にTV放映されることから、それまでキャプラを知らなかった若い世代から再評価され、今ではクリスマスにこの映画が流れるのは定番となり、アメリカで最も親しまれた作品としてよく知られる映画である。その後、権利はナショナル・テレフィルム・アソシエイツ（NTA）が買い取り、現在はパラマウント映画から正規版DVDが発売されている。また、公開から50年が経過しているためパブリックドメインとなっている。
アメリカではどの大学の映画学科でも、この映画を必ず見せて、学生の指針としている。
脚本はフィリップ・ヴァン・ドーレン・スターンの作品『The Greatest Gift』から着想を得たもの。

## あらすじ
1945年のクリスマスイブ。天国の大天使が二級天使のクラレンス（ヘンリー・トラヴァース）を呼び、ニューヨーク州のベドフォールズという町で絶望に陥っているジョージ・ベイリー（ジェームズ・スチュワート）を救うよう命じ、その準備としてジョージのこれまでの人生の歩みをクラレンスに見せる。
小さな住宅金融会社(建築貸付組合)を経営し、貧しい人々のために働く父と優しい母のもとで育ったジョージ。友達と遊ぶ時はその中心に立ち、女の子からの人気も高い。しかし、冬の池に落ちた弟の命を救った時に左耳の聴力を失う。
父は自分の会社をジョージに継いでほしいと願っているが、ジョージはこの小さな町を出て世界中を回り、大学に進学して、都市計画に関わる建築家になること、大きな仕事に携わって大金を稼ぐことを夢見ている。
高校を卒業し、海外旅行と大学進学を控えていたジョージは、卒業記念パーティで友人の妹のメアリー・ハッチ（ドナ・リード）を紹介され、すぐに仲良くなる。メアリーはジョージに想いを寄せるが、ジョージは今後の夢の実現のことで頭が一杯である。
ところがその夜、父が急病で倒れ、まもなく死んでしまう。町で一番の富豪で金儲けのことしか考えないヘンリー・ポッター（ライオネル・バリモア）が父の死を機に会社を潰そうとしていることを知ったジョージは、大学進学を諦めて会社を継ぐことにし、自分が使うつもりだった学費は弟のハリーの大学進学に使われる。当初、大学を卒業した後はハリーが会社を継ぐことになっていたが、ハリーは卒業とともに結婚し、妻の父が営む工場で働くことになったため、町を出たいというジョージの夢は再び絶たれることになる。
失望していたジョージだったが、進学先のニューヨークから戻ってきていたメアリーと再会する。メアリーはジョージを愛し続けていた。ジョージも彼女に愛を告げ、2人は結婚する。しかし婚礼の日、富豪のヘンリーが再びジョージの会社を潰そうと策略を仕掛けてきたため、預けていた金を引き出そうと町民たちが押しかけてくる。ジョージとメアリーはハネムーンの費用として持っていた2000ドルを配って人々を安心させ、取り付け騒ぎは収まって会社は廃業を免れる。
2人はあばら屋をリフォームしながら新婚生活を始め、4人の子供にも恵まれて貧しいながら幸せな生活を送るようになる。ジョージは貧しい人々のために宅地開発を行い、安価な住宅を提供する仕事を進めて人々の信頼を得る。一方、法外な家賃を取っていたヘンリーの借家からは人がいなくなり、危機感を募らせたヘンリーはジョージを高額の金で抱き込もうとするが上手くいかない。
やがて第二次世界大戦が始まり、ジョージは耳の障害で徴兵を免除されるが、弟のハリーは海軍のパイロットとして活躍し、名誉勲章を受けた彼の記事が新聞の一面に載ることになる。
1945年のクリスマスイブの朝。町は英雄ハリーの歓迎準備でにぎわっている。ジョージの右腕として働いていた叔父のビリーは会社の金8000ドルを銀行に預けるため出かけたが、あろうことかこの金を紛失してしまう。実はその金はひょんなことからヘンリーの手に渡ってしまっていたのだった。この日は会社の監査があり、この8000ドルがないと会社が潰れてしまう。ビリーとジョージは必死に金を探すが見つからない。
絶望的な気持ちで帰宅するとメアリーと子供たちは楽しそうにクリスマスの準備をしているが、ジョージは家族に八つ当たりをして家を出ると酒場で酒をあおり、ついには自殺によって保険金を得ることを考えて川に向かう。ところがジョージの目の前で老人が川に飛び込んだため、ジョージも飛び込んでその老人を助ける羽目になる。この老人こそ二級天使のクラレンスで、ジョージの自殺を止めるために自ら飛び込んだのだった。
自分は死ぬしかない、自分がいない方がみんな幸せになっただろうと語るジョージに対し、彼の考えを改めさせようとするクラレンスは敢えて「ではその通りにしよう」と言う。ジョージが戻ると町にはけばけばしいネオンが光り、人々はみな荒んだ心で暮らし、知人や友人だった人々は誰もジョージのことを知らず、住宅金融会社はとうの昔に廃業、我が家は廃屋、そしてメアリーは独身のまま図書館に勤務していた。もちろん彼女もジョージのことなど知らない。
自分の人生が素晴らしいものだったことに気づいたジョージが「全てを元に戻してほしい」と心から神に祈ると、願い通り世界は元に戻り、ジョージは大喜びで家へ帰る。一方メアリーは町の人々に夫の窮状を伝えて助けを求めていた。人々はジョージの家に集まって次々に金を寄付し、必要だった8000ドルを大きく上回る額が集まる。ジョージとメアリーは幸福をかみしめながら人々と共に「蛍の光」を合唱するのだった。

## キャスト
※括弧内は日本語吹替
- ジョージ・ベイリー（英語版）: ジェームズ・ステュアート（堀内賢雄）
- メアリー・ハッチ（英語版）: ドナ・リード（松井暁波）
- ヘンリー・ポッター（英語版）: ライオネル・バリモア（石住昭彦）
- ビリー・ベイリー: トーマス・ミッチェル - ジョージの叔父
- クラレンス・オドバディ（英語版）: ヘンリー・トラヴァース（外谷勝由）
- ジョージの母親: ボーラ・ボンディ
- アーニー: フランク・フェイレン（英語版） - タクシードライバー
- バート: ワード・ボンド - 警官
- バイオレット: グロリア・グレアム
- ガウワー: H・B・ワーナー（英語版） - 薬局店主
- サム・ウェインライト: フランク・アルバートソン（英語版）
- ハリー・ベイリー: トッド・カーンズ（英語版） - ジョージの弟（初村健矢）
- ジョージの父親: サミュエル・S・ハインズ（英語版）
- ティリー: メアリー・トリーン（英語版）（馬場菜緒） - ジョージの従姉妹
- ルース・ダキン: ヴァージニア・パットン（英語版）
- ユースタス: チャールズ・ウィリアムズ（英語版） - ジョージの従兄弟
- ニック: シェルドン・レナード - バーテンダー
- 不動産会社の販売員: チャールズ・レイン
- ヨセフの声: ジョセフ・グランビー（英語版）（クレジットなし）（加藤亮夫）

- 日本語吹替版その他出演：織部ゆかり、ふじたまみ、中野泰佑、小林達也、広瀬淳、廣田悠美、拝真之介、斎藤寛仁、松本沙羅、武井和歩、渡辺弥咲、竜門睦月、細川祥央、綿貫竜之介、谷内健、長尾歩、阿部彬名、飯沼南実

- 日本語吹替版制作スタッフ 演出：岩田敦彦、翻訳：赤池ひろみ、制作：ACクリエイト

## スタッフ
- 監督・製作：フランク・キャプラ
- 脚本：フランク・キャプラ、フランセス・グッドリッチ（英語版）、アルバート・ハケット（英語版）
- 原作：フィリップ・ヴァン・ドレン・スターン（英語版）『The Greatest Gift』
- 撮影：ジョセフ・ウォーカー（英語版）
- 美術：ジャック・オッケイ
- 音楽：ディミトリ・ティオムキン
- 録音：リチャード・ヴァン・ヘッセン
- 編集：ウィリアム・ホーンベック（英語版）

## 受賞
- 1946年（第19回） アカデミー賞 ノミネート
  - 作品賞
  - 主演男優賞 ジェームズ・スチュワート
  - 監督賞 フランク・キャプラ
  - 編集賞 William Hornbeck
  - 録音賞 ジョン・アールバーグ
- 1947年（第4回） ゴールデングローブ賞
  - 監督賞 受賞
- 1990年 アメリカ国立フィルム登録簿 新規登録作品

## 備考
- マティーニバーでジョージが祈りを捧げている場面で歌を歌っているのは、ディズニー映画『白雪姫』の主演声優アドリアナ・カセロッティ（クレジット無しの出演）である。
- マペット映画『マペットのメリー・クリスマス』（2003年）は、本作を翻案した映画である。
- 古代生物アノマロカリスを紹介したS・J・グールドのノンフィクション『ワンダフルライフ バージェス頁岩と生物進化の物語』の題名は、本作にちなんでいる[3]。
- 映画監督のスティーヴン・スピルバーグは、大好きな映画の一本であると語っている[4]。
- 映画監督の黒澤明が『文藝春秋』誌で選んだ「黒澤明が選んだ100本の映画」のうちの一本である[5]。
- 2014年に島根県の県民ボランティアの手によって、日本で初めて日本語吹替版が制作され上映された[6]。